# Poloztužená vzducholoď
Poloztužená vzducholoď je vzducholoď s částečnou kostrou – obvykle pevným kýlem.

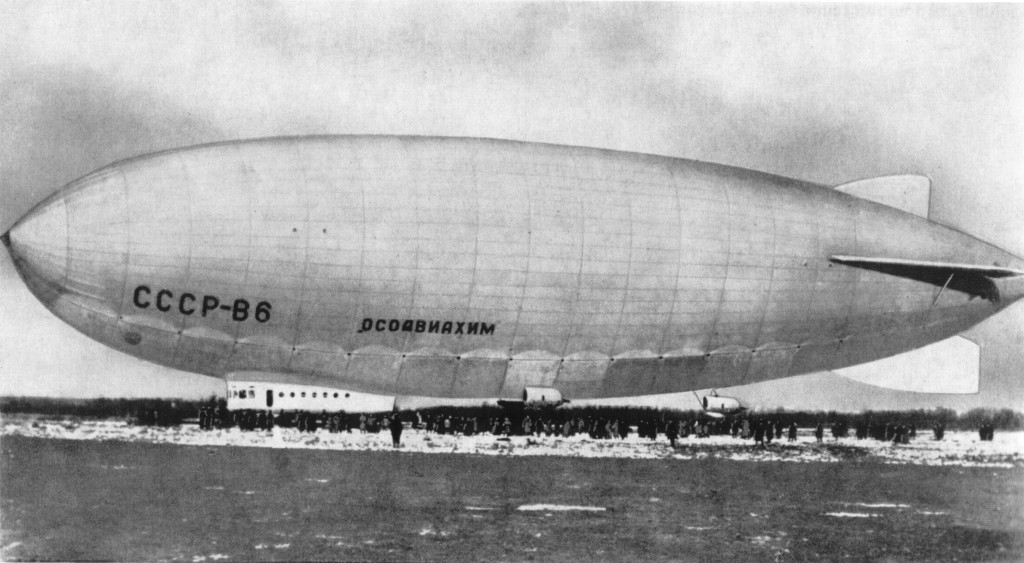
Sovětská poloztužená vzducholoď V6 „OSOAVIACHIM“, postavená Umbertem Nobilem

Kýl poloztužené vzducholodi udržuje její podélný tvar. Prochází obvykle celou její délkou. Jsou na něm kabiny, motory a uvnitř bývá i část vybavení vzducholodě. Aerodynamický tvar tělesa vzducholodi je udržován malým přetlakem nosného plynu, který je regulován pomocí balonetů.
První prakticky použitelná poloztužená vzducholoď byla Le Jaune (francouzsky žlutá). Typickými představiteli pak byly vzducholodě Norge a Italia Umberta Nobileho.